# Chimonobambusa brevinoda
Chimonobambusa brevinoda ist eine Bambus-Art aus der Gattung Chimonobambusa mit 2 bis 3 Meter hohen Halmen und 13 bis 16 Zentimeter langen Halmblattspreiten. Das Verbreitungsgebiet der Art liegt in China.

## Beschreibung
Chimonobambusa brevinoda ist ausdauernd und bildet leptomorphe Rhizome. Die verholzenden Halme erreichen eine Höhe von 2 bis 3 Metern und einen Durchmesser von etwa 1 Zentimeter. Die Internodien sind beinahe vollmarkig, dunkelgrün und 7 bis 8 Zentimeter lang. Sie sind stielrund oder mit viereckigem Querschnitt, anfangs fein und weiß behaart und haben einen braunen oder dunkelpurpurfarbenen filzigen Ring unter jedem Knoten. Die Knoten sind verdickt, flaumig behaart und bilden Luftwurzeln. Je Knospe werden drei oder mehr horizontal zueinander stehende Seitenäste gebildet. Die Halmscheiden sind länger als die Internodien, papierartig, borstig behaart und haben einen bewimperten Rand. Sie bilden keine Blattöhrchen. Das Blatthäutchen ist klein und bewimpert. Die Halmblattspreite ist pfriemlich und nur etwa 1 Millimeter lang. Je Zweig werden drei bis fünf Laubblätter gebildet. Die Laubblattscheiden sind etwa 3,5 Zentimeter lang und kahl. Die Borsten am Ende der Scheide (oral setae) sind purpurfarben, borstig und etwa 13 Millimeter lang. Das Blatthäutchen ist ganzrandig und etwa 1 Millimeter lang. Die Laubblattspreite ist papierartig, dunkelgrün und graugrün, lanzettlich, 13 bis 16 Zentimeter lang und etwa 1 Zentimeter breit und zugespitzt. Beide Blattseiten sind kahl, der Blattrand ist rau. Die Laubblattspreitenbasis ist keilförmig. Je Blatt werden sechs bis acht Nervenpaare gebildet. Blütenstände sind nicht bekannt.
Neue Sprosse wachsen im Oktober.

## Verbreitung und Ökologie
Das natürliche Verbreitungsgebiet der Art liegt in China im Südosten der Provinz Yunnan. Dort wächst die Art in Laubwäldern in Höhen von 1600 bis 1800 Metern.

## Systematik und Forschungsgeschichte
Chimonobambusa brevinoda ist eine Art aus der Gattung Chimonobambusa, Tribus Arundinarieae, Unterfamilie Bambus (Bambusoideae). Die Art wurde 1988 von Xue Jiru und Zhang Wei Ping im Journal of Bamboo Research Band 7 Teil 1 Seite 14 erstbeschrieben. Synonyme der Art sind nicht bekannt.